# Ајона (Минесота)
Ајона (енгл. Iona) град је у америчкој савезној држави Минесота.

## Демографија
По попису из 2010. године број становника је 137, што је 36 (-20,8%) становника мање него 2000. године.
| Група             | 2000.       | 2010.        |
| Белци             | 162 (93,6%) | 137 (100,0%) |
| Афроамериканци    | 0 (0,0%)    | 0 (0,0%)     |
| Азијати           | 2 (1,2%)    | 0 (0,0%)     |
| Хиспаноамериканци | 4 (2,3%)    | 0 (0,0%)     |
| Укупно            | 173         | 137          |